# Kobalt(III)oxide
Kobalt(III)oxide (Co2O3) is een oxide van kobalt. De stof komt voor als een zwart poeder.